# Westfeld
Westfeld er en by og tidligere kommune i det centrale Tyskland med 600(2011) indbyggere, hørende under Landkreis Hildesheim i den sydlige del af delstaten Niedersachsen. Den er en del af amtet (Samtgemeinde) Sibbesse.

## Geografi
Westfeld ligger sydvest for Hildesheim mellem naturparkerne Weserbergland og Harzen. Landskabet er en bred dal mellem højdedragenen Hildesheimer Wald mod nord og Sieben Berge mod syd, åben mod Leinedalen mod vest .Indtil områdereformen i 1977 hørte kommunen under Landkreis Alfeld.

### Inddeling
Kommunen Westfeld omfatter landsbyerne Westfeld og Wrisbergholzen.

## Seværdigheder
- Schloss Wrisbergholzen som er bygget mellem 1740 og 1745 er berømt for sit fajanceværelse fra 1752. hvis vægge er dækket med 800 fajancekakler.
- Den tidligere fajancefabrik der blev grundlagt i 1736 som "Porcellain Fabrique" ligger over for slottet.
- Sankt Martin's Kirke er en protestantisk kirke dedikeret til den franske helgen Sankt Martin af Tours. Kirkens tårn er fra det 12. århundrede. I kirken er der forskellige barokmalerier [2].

- Hovedgaden i Wrisbergholzen
- Fajanceværelset på Schloss Wrisbergholzen
- Fajancefabrik
- Sankt Martin's Kirke